# GP Ouest-France 2014
78. edycja wyścigu kolarskiego GP Ouest-France odbyła się w dniu 31 sierpnia 2014 roku i liczyła 229,1 km. Start i meta wyścigu znajdowały się w Plouay. Wyścig ten znajdował się w rankingu światowym UCI World Tour 2014. 

## Uczestnicy
Na starcie tego klasycznego wyścigu stanęło 24 zawodowych ekip. Wśród nich znalazło się osiemnaście ekip UCI World Tour 2014 oraz pięć innych zaproszone przez organizatorów z tzw. "dziką kartą".
Lista drużyn uczestniczących w wyścigu:
| Numery  | Kod | Drużyna                 |
| ------- | --- | ----------------------- |
| 1-8     | LAM | Lampre-Merida           |
| 11-18   | TRE | Trek Factory Racing     |
| 21-28   | ALM | Ag2r-La Mondiale        |
| 31-38   | AST | Astana Pro Team         |
| 41-48   | BEL | Belkin                  |
| 51-58   | BMC | BMC Racing Team         |
| 61-68   | CAN | Cannondale              |
| 71-78   | FDJ | FDJ.fr                  |
| 81-88   | GRS | Garmin-Sharp            |
| 91-98   | LTB | Lotto-Belisol           |
| 101-108 | MOV | Movistar Team           |
| 111-118 | OPQ | Omega Pharma-Quick Step |

| Numery  | Kod | Drużyna                      |
| ------- | --- | ---------------------------- |
| 121-128 | OGE | Orica GreenEDGE              |
| 131-138 | EUC | Team Europcar                |
| 141-148 | GIA | Giant-Shimano                |
| 151-158 | KAT | Team Katusha                 |
| 161-168 | SKY | Team Sky                     |
| 171-178 | TTS | Tinkoff-Saxo                 |
| 181-188 | BSE | Bretagne-Séché Environnement |
| 191-198 | COF | Cofidis, Solutions Crédits   |
| 201-208 | IAM | IAM Cycling                  |
| 211-218 | NRI | Neri Sottoli                 |
| 221-228 | BAR | Bardiani-CSF                 |
| 231-238 | WGG | Wanty-Groupe Gobert          |

## Wyniki wyścigu
| Miejsce | Zawodnik           | Państwo  | Drużyna                 | Czas       |
| ------- | ------------------ | -------- | ----------------------- | ---------- |
| 1.      | Sylvain Chavanel   | Francja  | IAM Cycling             | 5h 38' 26" |
| 2.      | Andrea Fedi        | Włochy   | Neri Sottoli            | + 0"       |
| 3.      | Arthur Vichot      | Francja  | FDJ.fr                  | + 0"       |
| 4.      | Cyril Gautier      | Francja  | Team Europcar           | + 0"       |
| 5.      | Julian Alaphilippe | Francja  | Omega Pharma-Quick Step | + 0"       |
| 6.      | Tim Wellens        | Belgia   | Lotto-Belisol           | + 0"       |
| 7.      | Ben Hermans        | Belgia   | BMC Racing Team         | + 0"       |
| 8.      | Alexander Kristoff | Norwegia | Team Katusha            | + 2"       |
| 9.      | Giacomo Nizzolo    | Włochy   | Trek Factory Racing     | + 2"       |
| 10.     | Jürgen Roelandts   | Belgia   | Lotto-Belisol           | + 2"       |